# جيرالد سميث
جيرالد سميث (بالإنجليزية: Gerald Oliver Smith)‏ (و. 1892 – 1974 م) هو ممثل، من المملكة المتحدة، ولد في لندن، توفي عن عمر يناهز 82 عاماً.

## وصلات خارجية
- جيرالد سميث على موقع IMDb (الإنجليزية)
- جيرالد سميث على موقع ألو سيني (الفرنسية)
- جيرالد سميث على موقع تيرنر كلاسيك موفيز (الإنجليزية)
- جيرالد سميث على موقع أول موفي (الإنجليزية)
- جيرالد سميث على موقع قاعدة بيانات برودواي على الإنترنت (الإنجليزية)
- جيرالد سميث على موقع قاعدة بيانات برودواي على الإنترنت (الإنجليزية)
- جيرالد سميث على موقع قاعدة بيانات برودواي على الإنترنت (الإنجليزية)
- جيرالد سميث على موقع قاعدة بيانات الأفلام السويدية (السويدية)
- جيرالد سميث على موقع قاعدة بيانات الفيلم (الإنجليزية)
- جيرالد سميث على موقع كينوبويسك (الروسية)